# Parhippopsis
Parhippopsis is een kevergeslacht uit de familie van de boktorren (Cerambycidae). De wetenschappelijke naam van het geslacht werd voor het eerst geldig gepubliceerd in 1973 door Breuning.

## Soorten
Parhippopsis is monotypisch en omvat slechts de volgende soort:
- Parhippopsis columbiana Breuning, 1973